# Vilmos Fraknói

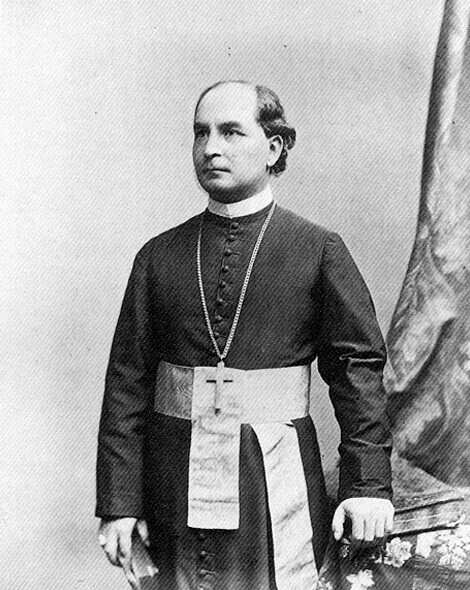
Vilmos Fraknói

Vilmos Fraknói (ursprungligen Frankl), född 27 februari 1843 i Ürmény, död 20 november 1924 i Budapest, var en ungersk historiker.
Fraknói blev 1875 bibliotekarie vid nationalmuseum i Budapest, 1879 generalsekreterare i ungerska vetenskapsakademien och 1892 titulärbiskop. Han levde från 1890 mestadels i Rom, där han upprättat ett ungerskt historiskt institut och kraftigt bidrog till utforskandet av de i Vatikanen förvarade källorna för ungerska historien. Hans många skrifter avhandlar förnämligast Ungerns historia under 1400- och 1500-talen.